# زلين زد 42
زلين زد 42 (بالإنجليزية: Zlín Z 42)‏ هي طائرة تدريب أنتجت في تشيكوسلوفاكيا. من صناعة مورافان Otrokovice. كان أول طيران لها في 17 أكتوبر 1967. دخلت الخدمة في 1970، ومازالت في الخدمة حتى الآن.